# 1992 Deluxe
1992 Deluxe è il secondo album in studio della rapper statunitense Princess Nokia, pubblicato l'8 settembre 2017.
Il disco contiene i nove brani precedentemente pubblicati all'interno dell'EP autoedito del 2016 1992, in aggiunta a sette tracce inedite.

## Tracce
1. Bart Simpson – 3:35 (Destiny Frasqueri)
2. Tomboy – 3:37 (Destiny Frasqueri, Gilberto Ramírez)
3. Kitana – 3:17 (Destiny Frasqueri, Alain Macklovitch, Lexus Arnel Lewis)
4. Brujas – 2:59 (Destiny Frasqueri, Reynaldo Hernandez, Christian Vargas)
5. Mine – 3:25 (Destiny Frasqueri, Samuel Burgess)
6. Excellent – 2:43 (Destiny Frasqueri, ETRNL)
7. Saggy Denim (feat. Wiki) – 3:13 (Destiny Frasqueri, Brandon Tillman, Raul Gonzalez)
8. Green Line – 3:50 (Destiny Frasqueri, David A. Doman, Alex Brofsky)
9. ABCs of New York – 3:25 (Destiny Frasqueri, James Richardson III)
10. Goth Kid – 3:56 (Destiny Frasqueri, James Richardson III)
11. Receipts – 3:23 (Destiny Frasqueri, Samuel Richardson III)
12. G.O.A.T. – 2:43 (Destiny Frasqueri, William Herrera Jr.)
13. Brick City – 2:38 (Destiny Frasqueri, Ravi Ollivierre)
14. Flava – 2:04 (Destiny Frasqueri, Bakari Chioke Cunningham)
15. Different – 2:38 (Destiny Frasqueri, Christopher Lare)
16. Chinese Slippers – 2:26 (Destiny Frasqueri, Danny Guerrero)